# Parque nacional Big Bend
El parque nacional Big Bend (en inglés: Big Bend National Park) es un parque nacional  situado al sur del estado de Texas, Estados Unidos. Es fronterizo con México, teniendo al Río Bravo como límite meridional del área protegida. 

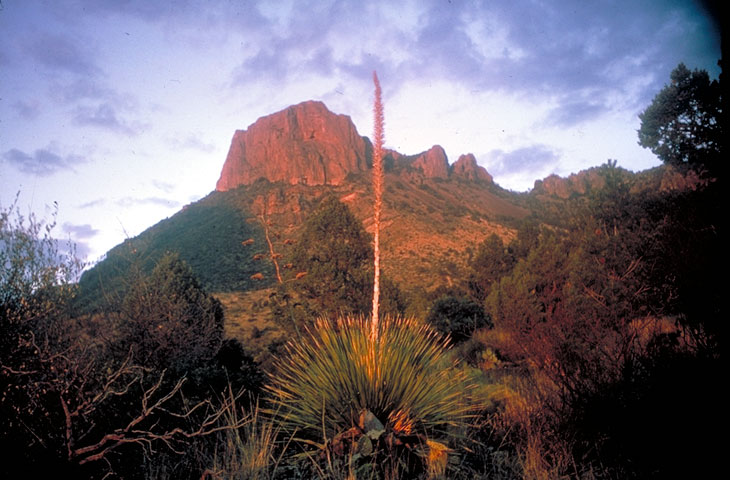
Paisaje del parque.

Se extiende a lo largo de unos 100 km, con una anchura máxima de 90 km. Más del 95% de la superficie es desértica o semiárida, ya que es prolongación de los desiertos de México y Nuevo México. En la parte central se eleva un macizo montañoso, de relieve accidentado y formado por rocas desnudas, los montes Chisos, cuya máxima cota son los 2388 m del pico Emory.
La vegetación está representada por diversas especies de cactus y de yucas silvestres, y ente la fauna pueden destacarse algunas especies endémicas de gambusias (como Gambusia gaigei) que viven en pequeñas lagunas aisladas, situadas en oquedades del roquedo. Serpientes, ratas del desierto y correcaminos son otros animales frecuentes en la zona.
El 12 de abril de 2017, el parque fue incluido en la Lista indicativa de Estados Unidos, los bienes que el país remite a la UNESCO al considerarlos candidatos a ser declarados Patrimonio de la Humanidad.